# アルゴシュト

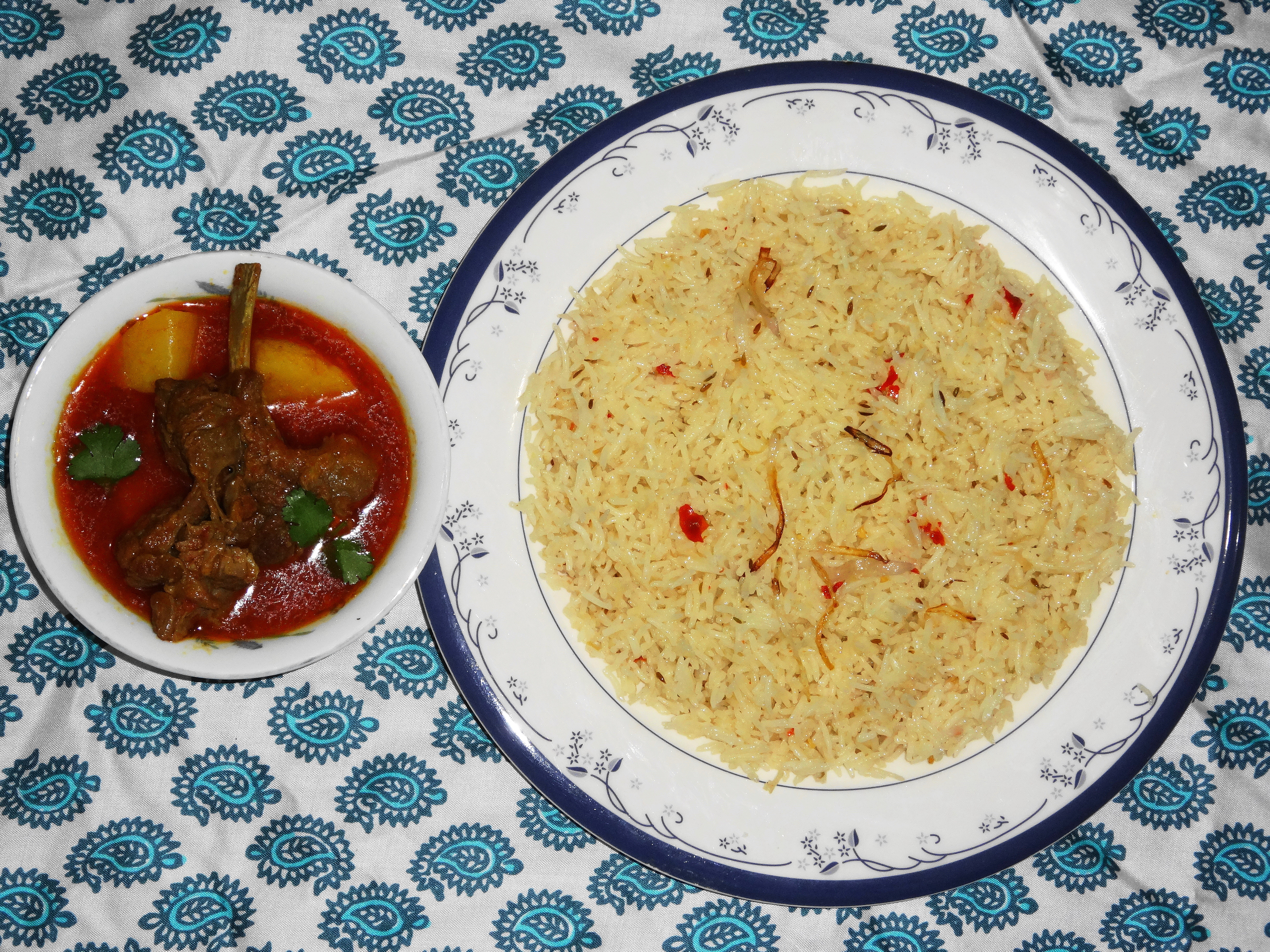
玄米（Saloonay chawal）とアルゴシュト

アルゴシュト（英語: Aloo gosht、ヒンディー語: आलू गोश्त、ベンガル語: আলু গোশ্ত、アッサム語: আলু গোছ）は、肉を使った料理であり、北インド、パキスタン、バングラデシュで人気のある料理である。主材料は、ジャガイモ（aloo）とラム、マトン、牛肉等の肉（gosht）で、シチューの一種であるチョルバの中で煮込む。調理法やスパイス、地域によって、カレー、シチュー、またはチョルパと見なされる。白飯またはロティ、パラーター、ナン等のパンとともに食べられる。
インドやパキスタン、バングラデシュで好まれ、一般的な料理である。インド亜大陸では、コンフォート・フードとして食べられる。

## 調理法
アルゴシュトの調理法には、何通りかある。一般的には、ラムまたは牛肉とジャガイモを様々なスパイスとともに中火で煮込んで作る。
ラムまたは牛肉は大きめの塊状に切り、シチュー鍋に入れて火にかける。ラムまたは牛肉の代わりに鶏肉を用いる場合もある。シナモン、ベイリーフ、ショウガ、ニンニク、レッドチリパウダー、クミン、フライドオニオン、ブラックカルダモン、ガラムマサラ、調理油を加え、かき混ぜる。ジャガイモと食塩を混ぜ、肉が全てかぶるくらいの水を入れて、肉が柔らかくなるまで煮込む。出来上がった後、刻んだコリアンダーの葉を飾り、温かいまま提供する。